# مكي إم بي تي
مكي إم بي تي هي عائلة بنادق من تصميم شركة الصناعات الميكانيكية والكيميائية التركية لتلبية متطلبات القوات المسلحة التركية واستبدال بنادقها القديمة مثل جي 3.